# Hrvatsko vojno učilište „dr. Franjo Tuđman”
Hrvatsko vojno učilište „Dr. Franjo Tuđman” (HVU) visoka je obrazovna vojna ustanova Oružanih snaga Republike Hrvatske, a sastoji se od više podređenih visokoškolskih ustanova. Također sudjeluje u pisanju i recenziji dokumenata borbene uporabe grana i postrojbi Oružanih snaga, i nastavne literature za podređene škole, te za granska zapovjedništva za izobrazbu i obuku. Nadležno je za izobrazbu pojedinaca za potrebe cjelokupnih OS RH. Smješteno je u vojarni „Petar Zrinski” u zagrebačkoj četvrti Črnomerec. Od osnutka 1991. prošlo je kroz više reformi i preustroja. Od 2014. u suradnji sa Sveučilištem u Zagrebu nudi dva preddiplomska četverogodišnja vojna studija, Vojno vođenje i upravljanje te Vojno inženjerstvo, upisujući ukupno stotinjak kadeta godišnje. Očekuje se i pokretanju diplomskog programa, kao i programa za potrebe Hrvatske ratne mornarice i Hrvatskog ratnog zrakoplovstva.

## Ustroj
Hrvatskim vojnim učilištem rukovodi ravnatelj. Ravnateljstvo je tijelo čija je temeljna zadaća organizacija, provedba i nadzor cjelokupnog rada i života u nadležnosti HVU-a. Dekanat je stručno tijelo čije je temeljna zadaća pružanje stručne potpore svim školama u sastavu HVU-a u organizaciji i provedbi nastavnog procesa. U sastavu HVU postoji više visokoškolskih ustanova:
- U Ratnoj školi "Ban Josip Jelačić" školuju se pripadnici OS RH, MORH-a i drugih tijela državne vlasti u Republici Hrvatskoj za najviše vojne i civilno-vojne dužnosti.

- Zapovjedno-stožerna škola "Blago Zadro" školuje časnike OS RH za obnašanje zapovjednih, stožernih i drugih funkcionalnih dužnosti u nacionalnim i multinacionalnim zapovjedništvima, stožerima, operacijama na bojištu, mirovnim operacijama te za potrebe drugih tijela obrambenog sustava na operativnoj i strategijskoj razini.

- U Časničkoj školi "Andrija Matijaš Pauk" školuju se kadeti i kandidati za časnike za temeljne časničke dužnosti, te časnici za niže stožerne, zapovjedne i funkcionalne dužnosti svih borbenih rodova, rodova borbene potpore, službi, struka i njihovih specijalnosti.

- Dočasnička škola "Damir Tomljanović Gavran" školuje cjelokupni dočasnički kadar za sve dočasničke dužnosti u postrojbama, granama i drugim ustrojstvenim jedinicama OS RH.

- Škola stranih jezika "Katarina Zrinska" školuje pripadnike OS RH i MORH-a u stjecanju znanja iz engleskog, njemačkog, francuskog i talijanskog jezika prema potrebama i preuzetim partnerskim ciljevima i obvezama.

## Kampus
HVU je smješteno na zagrebačkom Črnomercu, u vojarni „Petar Zrinski”, na adresi Ilica 256b. Kompleks je dio sklopa vojarni izgrađenih krajem 19. stoljeća za XIII hrvatsko-slavonski zbor austro-ugarske vojske te postrojbe Kraljevskog hrvatskog domobranstva. Vojarna u kojoj se nalazi HVU izgrađena je 1905. kao topnička vojarna i imenovana u čast cara Franje Josipa I. U njoj je bio smješten 13. topnički sklop. Za vrijeme SFRJ JNA ju je koristila za školovanje i obuku. Jedina je od svih vojarni na Črnomercu dosad zadržala svoju vojnu namjenu. 
Na HVU smještaj je osiguran u jednokrevetnim i dvokrevetnim sobama. U sklopu učilišta nalaze se restoran i kantina. Knjižnica s čitaonicom raspolaže s oko 20.000 naslova, odnosno oko 90.000 primjeraka knjižnične građe. Kampus obiluje sportskim sadržajima, od kojih su mnogi nedavno u potpunosti renovirani, poput dvorane za nogomet, rukomet i košarku, dvoranu za borilačke sportove, atletske staze, nogometnog terena s umjetnom travom i teretane. Na kampusu postoji i kapela sv. Mihovila Arkanđela sagrađena 1993. po nacrtima arhitekta Roberta Someka. U krugu kampusa HVU-a nalazi se poprsja bana Petra Zrinskog te generala Blage Zadre. U sklopu kampusa smješten je i Časnički dom "Petar Zrinski".
Tijekom 2013. i 2014. za 22,5 milijuna kuna u kompleksu HVU-a uređen je niz učionica, kabineta, prostorija za boravak i spavaonica. U listopadu 2014. General Barić je najavio nastavak izgradnje garaže, bazena, dodatnog prostora za vojni arhiv te smještajnih objekata HVU-a koji će, prema planovima, uz Središte za strane jezike "Katarina Zrinska" i Centar za strateška istraživanja imati više od 5700 četvornih metara sportskih terena, dvorane za borilačke sportove, više od 30 učionica, 7 amfiteatara te brojne druge vojne kabinete. Procjenjuje se da će ukupni trošak ove investicije biti 100 milijuna kuna.

## Razvoj vojnog školstva u OS RH
Na temelju odluke vrhovnog zapovjednika, a po zapovijedi načelnika GS OS RH, 27. prosinca 1991. započinje se s ustrojavanjem Časničkog centra u Zagrebu, koji je 2. veljače 1992. započeo izobrazbu prvog naraštaja Časničke škole, a u rujnu 1992. u sklopu istoga centra počela je i izobrazba 1. naraštaja Dočasničke škole. Razvoj, jačanje i organizacijski rast Hrvatske vojske ubrzo je zahtijevao i uvođenje viših razina vojnog školovanja, pa tako tijekom 1993. s radom započinje i Zapovjedno-stožerna škola u Zagrebu, koja danas nosi ime proslavljenog branitelja Vukovara generala Blage Zadre. Mornarički nastavni centar u Splitu formiran je 23. prosinca 1992. godine sa zadaćom da školuje dočasnike i časnike za potrebe HRM, a iste godine 15. prosinca 1992. prve polaznike prihvaća i Zrakoplovno nastavni centar u Zadru, koji školuje i obučava dočasnički i časnički kadar za potrebe HRZ i PZO.
Godine 1997. Časnički centar u Zagrebu postaje jezgra ustrojavanja Hrvatskog vojnog učilišta „dr. Franjo Tuđman”, u čiji sastav u travnju iste godine ulaze sva vojna učilišta i škole, čime je započela nova etapa razvoja vojnoga obrazovnog sustava OS RH. Od tada se u Hrvatskom vojnom učilištu provodi školovanje i profesionalni razvoj djelatnih i pričuvnih dočasnika i časnika svih grana, rodova i struka OS RH.
Preustrojem OS RH 2002. godine i u sustavu vojnog školovanja uvedene su korjenite promjene. Od Hrvatskog vojnog učilišta ustrojeno je Zapovjedništvo za združenu izobrazbu i obuku koje u svojem sastavu ima Ratnu školu "Ban Josip Jelačić", Zapovjedno-stožernu školu "Blago Zadro", Visoku dočasničku školu, Školu stranih jezika "Katarina Zrinska" i Simulacijsko središte operativno-strategijske razine, dok su od granskih učilišta i Zapovjedništva za obuku ustrojena granska zapovjedništva za izobrazbu i obuku HKoV i HRM koja u svojem sastavu imaju časničku i dočasničku školu te HRZ i PZO koje u svom sastavu ima časničku, dočasničku i pilotsku školu.
Zapovjedništvo za združenu izobrazbu i obuku (ZZIO) preustrojeno je 2007. u Hrvatsko vojno učilište (HVU) sukladno novom konceptu integriranog sustava izobrazbe. S ciljem popune OS RH mladim, visokoobrazovanim časnicima pokrenut je civilno-vojni program školovanja "Kadet", primarno za popunu časničkih dužnosti u postrojbama borbenih rodova i rodova borbene potpore. Programom je zainteresiranima ponuđeno školovanje na civilnim studijima uz dodatnu vojnu obuku i izobrazbu. No, ubrzo pod novim ministrom Antom Kotromanovićem MORH je pristupio reformi sustava vojnog školovanja. U akademskoj godini 2014./5. pokrenuti su vojni studiji, Vojno inženjerstvo (VI) i Vojno vođenje i upravljanje (VViU) kao četverogodišnji preddiplomski sveučilišni studiji, ciljano namijenjeni za obrazovanje budućih časnika Oružanih snaga RH. Razvijeni su u suradnji OSRH i Sveučilišta u Zagrebu te polaznici HVU-a slušaju sva predavanja na kampusu učilišta. 
Uskoro se očekuje i pokretanju diplomskog programa, kao i programa za potrebe Hrvatske ratne mornarice i Hrvatskog ratnog zrakoplovstva i protuzračne obrane.

## Nagrade

### Najbolji kadeti
Najbolji kadeti u svojemu naraštaju na poklon dobivaju počasnu sablju kao prijelaznu nagradu.
- 10. naraštaj: Jurica Bilić[8]

## Ravnatelji
- 1992. general bojnik Mate Obradović
- 1992. – 1996. stožerni brigadir Dragutin Šlopar[9]
- 1996. – 2000. general Josip Lucić
- 2000. – 2012. brigadni general Slaven Zdilar
- 2012. – 2017. general pukovnik Slavko Barić
- 2017. – na dužnosti general bojnik Mate Pađen

## Vanjske poveznice
- Službena stranica HVU „dr. Franjo Tuđman”  Arhivirana inačica izvorne stranice od 20. siječnja 2016. (Wayback Machine)
- Sveučilište u Zagrebu, Vojni studijski progami
- Kadeti na HVU, video MORH-a, studeni 2015., YouTube
- Ministar Kotromanović u posjetu Hrvatskom vojnom učilištu  Arhivirana inačica izvorne stranice od 23. listopada 2014. (Wayback Machine), fotogalerija, Jutarnji list, listopad 2014.
- Knežević, Snješka: O kompleksu vojarni na Črnomercu, Telegram.hr, Objavljeno 8. kolovoza 2015.
- Hrvatsko vojno učilište Dr. Franjo Tuđman Hrvatska tehnička enciklopedija, portal hrvatske tehničke baštine. LZMK

- Središte za obuku HRM Hrvatska tehnička enciklopedija, portal hrvatske tehničke baštine. LZMK